# Notabelnversammlung (1787)

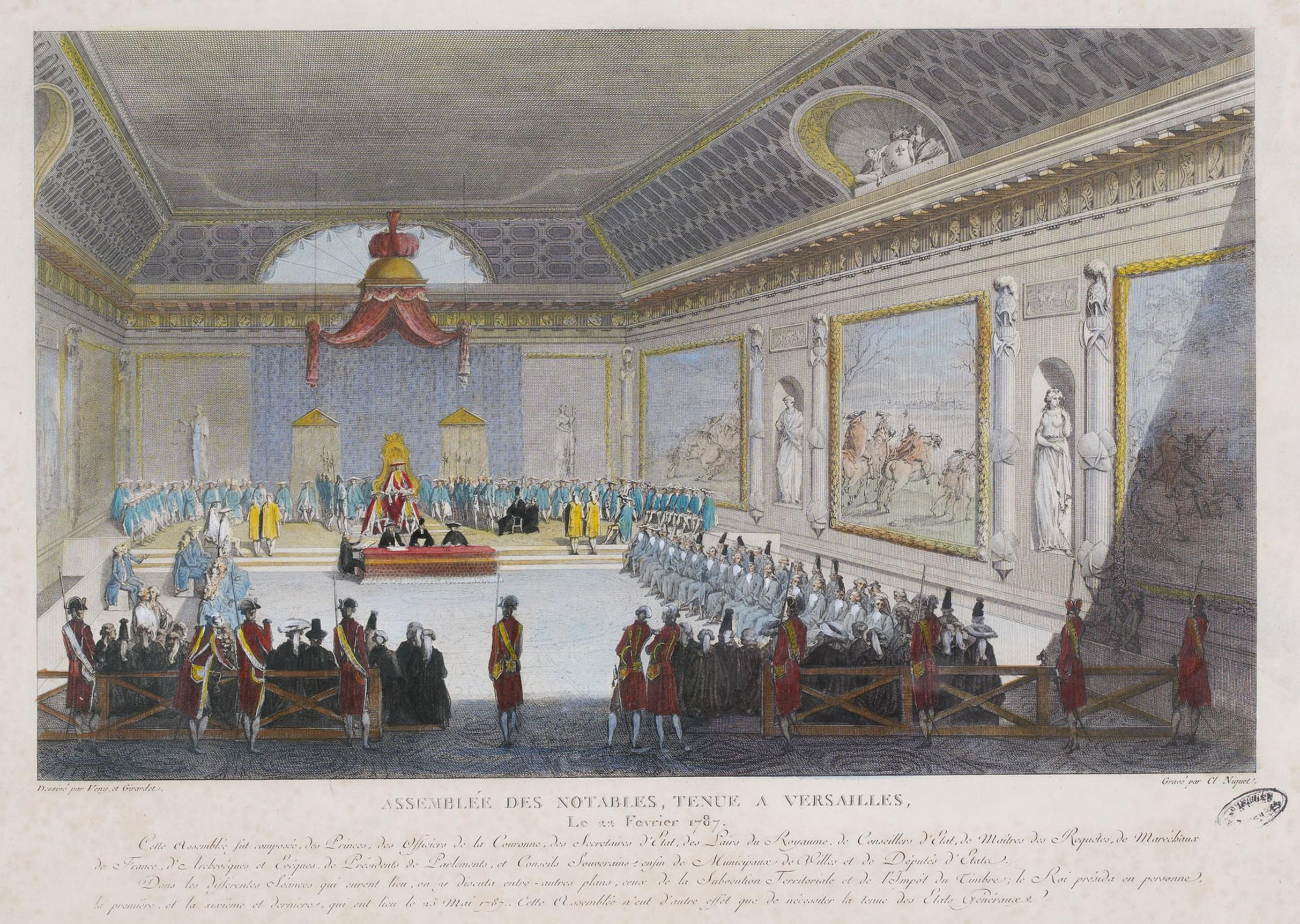
Eröffnung der Versammlung

Die französische Notabelnversammlung (französisch Assemblée des notables) von 1787 war ein Versuch, den Staatsbankrott durch Steuerreformen mit Hilfe einer Versammlung ausgewählter hochrangiger Vertreter (Notabeln) abzuwenden. Unerwartet stieß die Regierung auf Widerstand und an der Grundproblematik des Staates änderte sich nichts. Daher wurden schließlich für 1789 die Generalstände einberufen. Die Versammlung von 1787 war damit eine der Wegmarken hin zur Französischen Revolution.

## Vorgeschichte
Der französische Staat war aus unterschiedlichen Gründen hoch verschuldet. Weitere Anleihen am Kapitalmarkt waren kaum noch unterzubringen. Im Jahr 1783 ernannte Ludwig XVI. Charles Alexandre de Calonne zum Generalkontrolleur der Finanzen, also zum Finanzminister. Er befreite den Außen- und Binnenhandel von Beschränkungen, was zu einem wirtschaftlichen Aufschwung führte. Der Finanzkrise des Staates begegnete er weiterhin durch Anleihen. Dagegen gab es Kritik vor allem von einem seiner Vorgänger im Amt, namentlich Jacques Necker. Im Jahr 1786 schien die Lage des Staatshaushaltes hoffnungslos zu sein. Die Ausgaben waren beträchtlich höher als die Einnahmen und der Schuldendienst war enorm hoch. Um den Staatsbankrott zu verhindern, schlug Calonne dem König Maßnahmen vor, die schon in der Vergangenheit vielfach gefordert worden waren. Es ging darum, die Einnahmen zu erhöhen. Alle Untertanen sollten unabhängig von Privilegien und Adelstiteln nur nach ihrem Einkommen besteuert werden.
Für die Regierung war dabei der Widerstand der Parlemente vorauszusehen. Sie strebte also eine besondere Legitimation ihrer Maßnahmen an. Eine Möglichkeit war es, die Generalstände einzuberufen. Aber dieser Schritt schien Calonne zu gefährlich. Er entschloss sich daher zu einer Notabelnversammlung. Zuletzt war ein solches Gremium auf der Ebene des Königreichs von Richelieu im Jahr 1626 abgehalten worden.
Die Notabeln wurden vom König ausgewählt und zusammengerufen, um ihnen bestimmte Probleme zur Beratung vorzulegen.:251 Ebendieses Auswahlverfahren schien Garant für einen reibungslosen Ablauf im Sinn der Regierung zu sein.

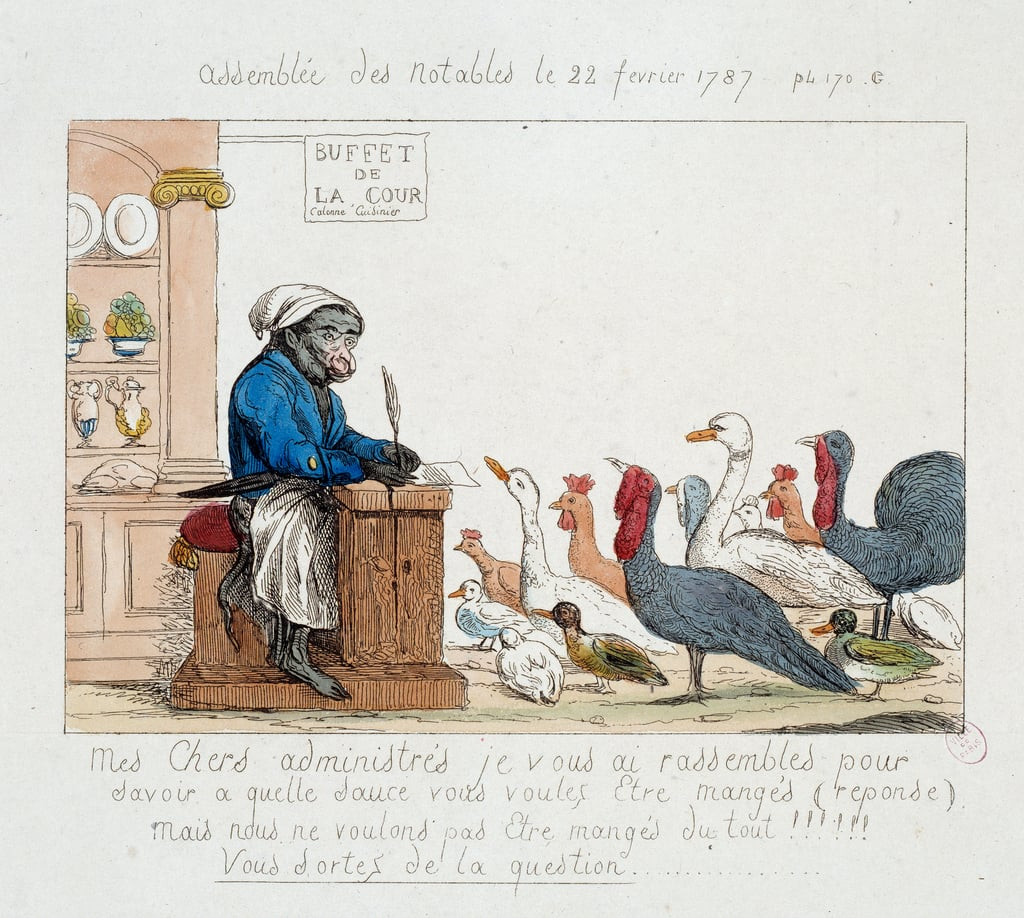
Karikatur eines anonymen Künstlers zur Notabelnversammlung

Angekündigt wurde die Versammlung vom König im Dezember 1786. Dies wurde in Teilen der Öffentlichkeit als entscheidender politischer Einschnitt für das Ancien Régime empfunden. Der Marquis de Ségur spitzte dies nach der Einberufung in dem Satz zu: „Der König hat soeben abgedankt.“:243 Der Zusammentritt wurde verschiedentlich verschoben. Diese Zeit nutzten die Gegner Calonnes, die Regierung zu kritisieren. Nach anfänglicher Begeisterung der Öffentlichkeit verstärkte sich das Misstrauen.
Es kursierten satirische Drucke, in denen an einer Theke mit dem Schild „Hofbuffet“ (« Buffet de la Cour ») der „Koch Colonne“ (« Colonne Cuisinier ») als Affe vor einer Schar Geflügel (die Notabeln darstellend) stand, wobei es zu folgendem Dialog kam::244

« Mes chers administrés, je vous ai rassemblés pour savoir à quelle sauce vous voulez être mangés.

– Mais nous ne voulons pas être mangés du tout !!!

– Vous sortez de la question. »

„Meine lieben Anwesenden, ich habe Sie zusammengerufen, um zu erfahren, zu welcher Soße sie gegessen werden wollen.

– Aber wir wollen gar nicht gegessen werden!!!

– Sie weichen der Frage aus.“

## Zusammensetzung
Insgesamt bestand die Versammlung aus 144 Vertretern. Eingeteilt wurde die Versammlung in sieben getrennt tagende Teile, die bureaux, also „Büros“ genannt wurden. Geleitet wurden diese von den königlichen Prinzen. Neben dem Grafen der Provence und dem Graf von Artois, den Brüdern des Königs, waren dies die Herzöge von Bourbon, Orleans, Conti, Penthievre und Condé. In der Rangfolge darunter angeordnet waren sieben führende Erzbischöfe, sieben Herzöge, acht Marschälle von Frankreich, sechs Marquis, neun Grafen, ein Baron, sieben Bischöfe, eine Reihe von Parlamentspräsidenten, Intendanten sowie weitere hohe Beamte und schließlich 25 Bürgermeister und Stadträte.:244f. Nach Walter Demel waren unter den Anwesenden sämtliche Minister und 15 Staatsräte, der (alte) Adel wurde von 45 Personen vertreten. Hinzu kamen 13 hohe Geistliche, 44 Vertreter der obersten Gerichte, 23 Vertreter der Pays D’Etat und 24 große Städte mit 34 Vertretern.

## Verlauf

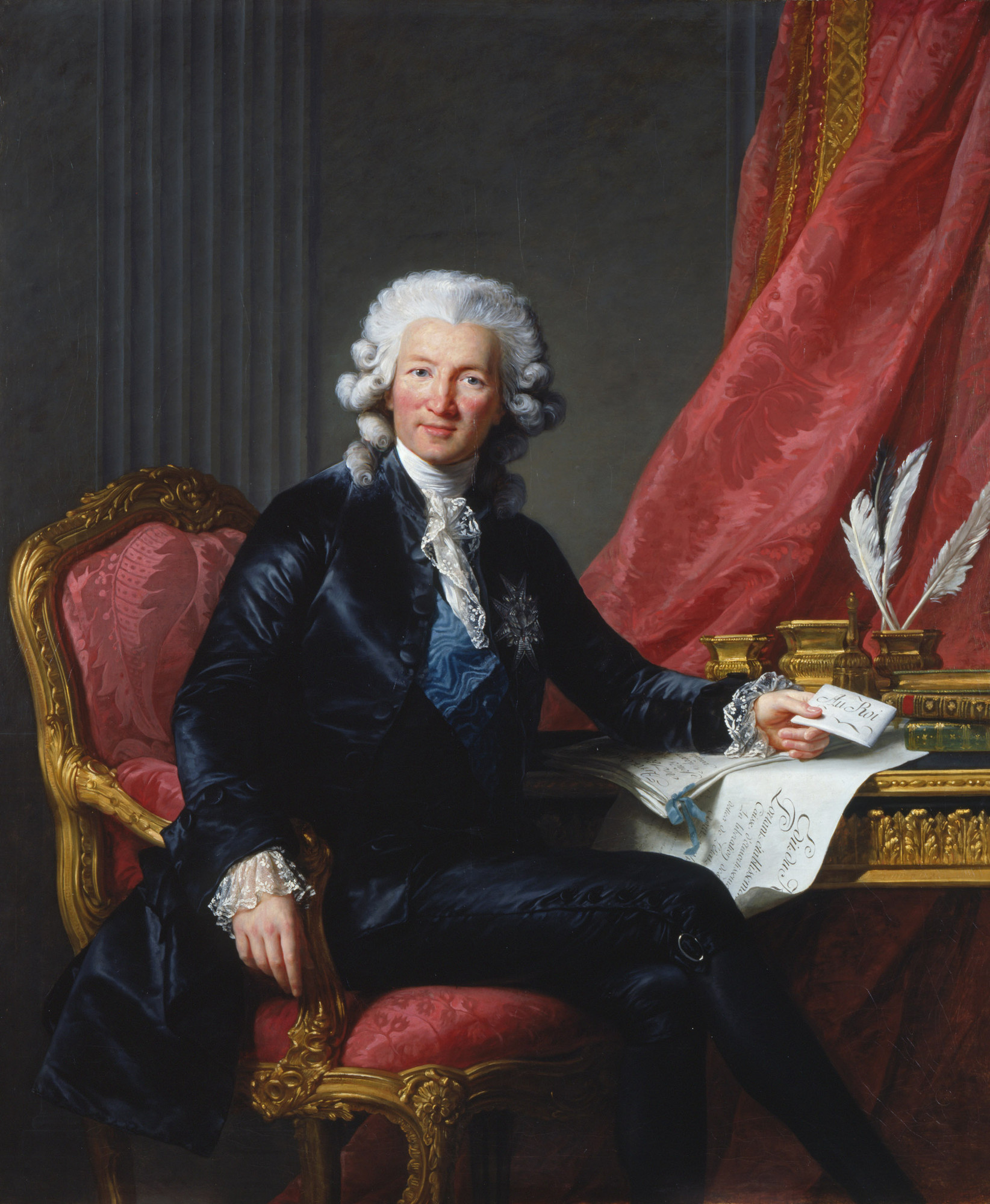
Vicomte de Calonne, Porträt von Élisabeth Vigée-Lebrun

Die Notabelnversammlung trat am 22. Februar 1787 im Schloss von Versailles im Saal des Menus-Plaisir erstmals zusammen. Anders als erhofft erwiesen sich die Notabeln nicht als willfährig. Dies galt selbst für die Spitzen der Versammlung. Von den Prinzen unterstützte nur Artois das Regierungsprogramm ohne Vorbehalte. Der Graf der Provence sowie die Herzöge von Orleans und Conti sahen dies kritisch.
Der König eröffnete die Versammlung mit einer Ansprache, in der er das Prinzip einer gerechten Verteilung der Steuern hervorhob. Calonne erläuterte das Vorhaben in einer Grundsatzrede. Die neue allgemeine Grundsteuer sollte mehr Steuergerechtigkeit bringen als das bisherige komplizierte System direkter Steuern. Daneben sollte es zukünftig politische Konsultationen geben. Bis hin zur Provinzebene sollten Versammlungen zur Festsetzung und Verwaltung der Steuern gewählt werden. Hinzu kommen sollte das Ende der Frondienste für den Staat. Diese sollten durch die Bauern abgelöst werden können. Ein einheitlicher landesweiter Zoll sollte das Schmugglerunwesen überflüssig machen.:245f. Zu den Maßnahmen gehörte auch eine Reduzierung der besonders verhassten Salzsteuer.:23 Calonne endet mit dem Ausspruch: „Mancher mag sich an die Maxime unserer Monarchie erinnern: Wie der König will, so will es das Gesetz. Die neue Maxime seiner Majestät lautet: Wie es das Glück des Volkes gebietet, wünscht es der König.“:246
Der Vorschlag regionaler Repräsentationskörperschaft wurde angenommen. Die Steuerpläne dagegen wurden abgelehnt. Die Versammlung lehnte gleichfalls alle künftigen Steuern ab, sofern der König deren Nutzen nicht durch eine Untersuchung der Staatsfinanzen beweisen können sollte.
Über den Verlauf der Verhandlungen gibt es unterschiedliche Darstellungen in der Geschichtsschreibung. Nach einer Lesart weigerten sich die Notabeln, auf die Steuerfreiheit des Adels und anderer Privilegierter zu verzichten. Auch weitere Reformvorschläge der Regierung lehnten sie ab. Calonne kritisierte dieses Verhalten und wandte sich an die Öffentlichkeit. Dem Druck des Adels und insbesondere der Königin Marie-Antoinette gelang es, den König zur Entlassung von Calonne am 9. April 1787 zu veranlassen.:251
Auch Thamer spricht davon, dass die Notabeln trotz des Staatsnotstandes nicht bereit waren, dem Programm der Regierung zuzustimmen. Ein Grund war, dass sie ihren Status sowohl vom Staat als auch vom aufstrebenden Bürgertum und der antifeudalen Stimmung unter den Bauern bedroht sahen. Um ihre Position gegenüber dem Staat zu sichern, forderten die Notabeln die Einbeziehung der Parlamente oder die Einberufung der Generalstände. Diese Forderung war ausgesprochen populär und entfaltete eine Eigendynamik. Die nach der Versammlung 1787 tatsächlich eingerichteten Selbstverwaltungskörperschaften wurden zu Schulen der künftigen Revolutionäre. Calonne fiel danach den Kämpfen am Hof zum Opfer.:24
Eine Minderheitenposition nimmt Simon Schama ein. Danach haben die Notabeln, bei gewisser Kritik im Detail, grundsätzlich das Prinzip der Steuergleichheit anerkannt. Einige Bureaux gingen danach sogar über die Regierungsvorschläge hinaus. Anders als erwartet blieb der Protest gegen den Angriff auf die überkommenen Privilegien weitgehend aus. Breite Zustimmung fanden nach Schama auch die Vorschläge von Provinzialversammlungen und es wurde sogar der Ruf nach den Generalständen laut. Um den Reformprozess zum Erfolg zu bringen, erschien den Notabeln der durch Skandale und Betrugsaffären diskreditierte Calonne als Minister ungeeignet zu sein. Erst vor diesem Hintergrund wandte sich Calonne an die Öffentlichkeit und griff seinerseits die Privilegierten an. Als der König erfuhr, dass das Defizit nicht 80, sondern 112 Millionen Livres betrug, war er enttäuscht, dass ihm Calonne nicht die Wahrheit gesagt hatte. Am Sturz Calonnes war dann auch die Königin beteiligt.:248–250

## Folgen
Nachfolger Calonnes wurde Bischof Étienne Charles de Loménie de Brienne. Er versuchte zunächst die Finanzkrise auf herkömmliche Weise zu lösen, sah sich aber schließlich auch zur Einführung neuer Steuern gezwungen, was zum Konflikt mit den Parlementen („Vorrevolution“) führte. Eine weitere Notabelnversammlung im Jahr 1788 blieb ohne greifbares Ergebnis. Letztlich bedeutete das Scheitern der Notabelnversammlungen, dass der König sich dazu gezwungen sah, die Generalstände einzuberufen.

## Galerie

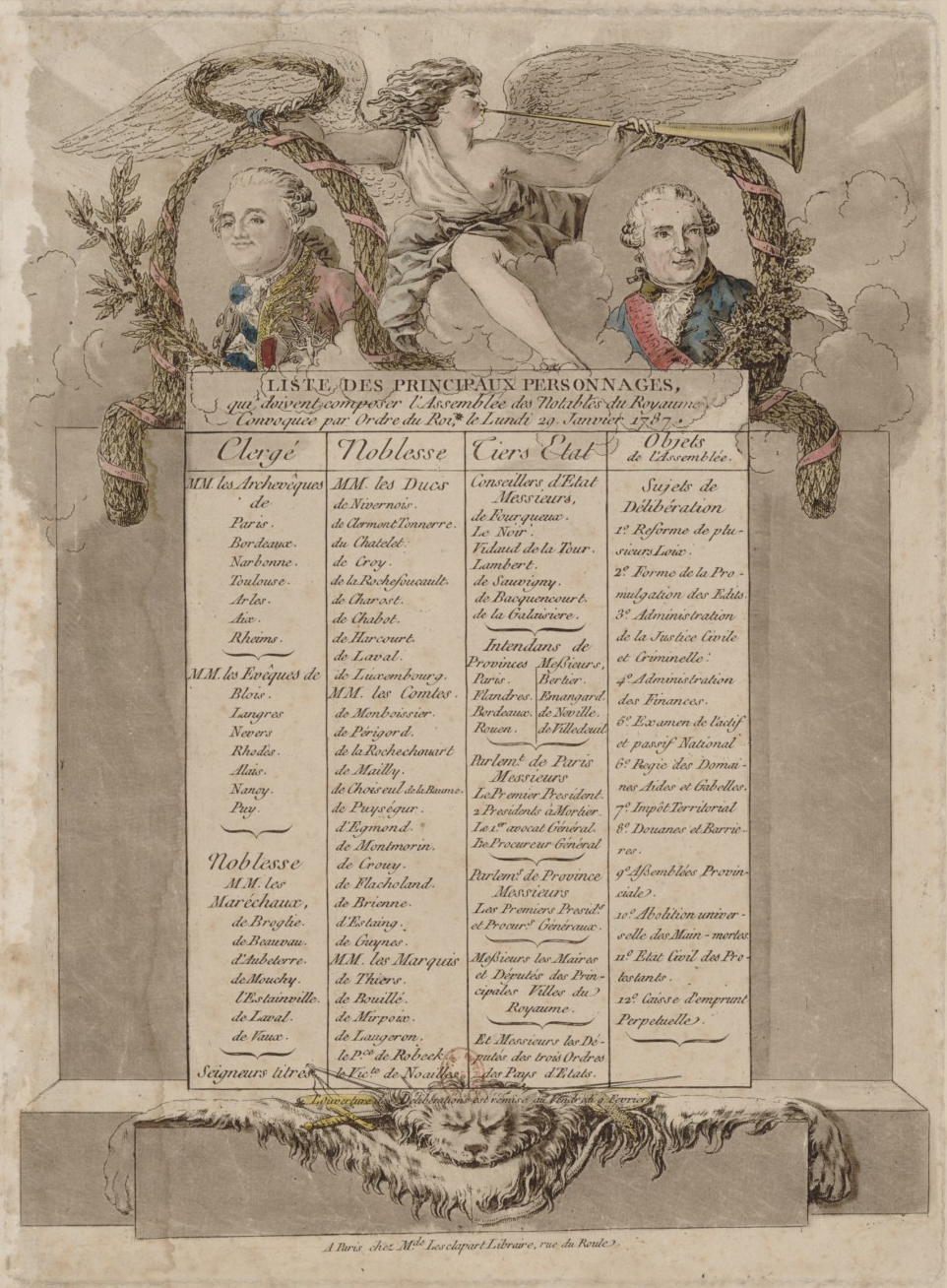
Liste der Hauptteilnehmer der durch königlichen Befehl vom 29. Januar 1787 einberufenen Notabelnversammlung
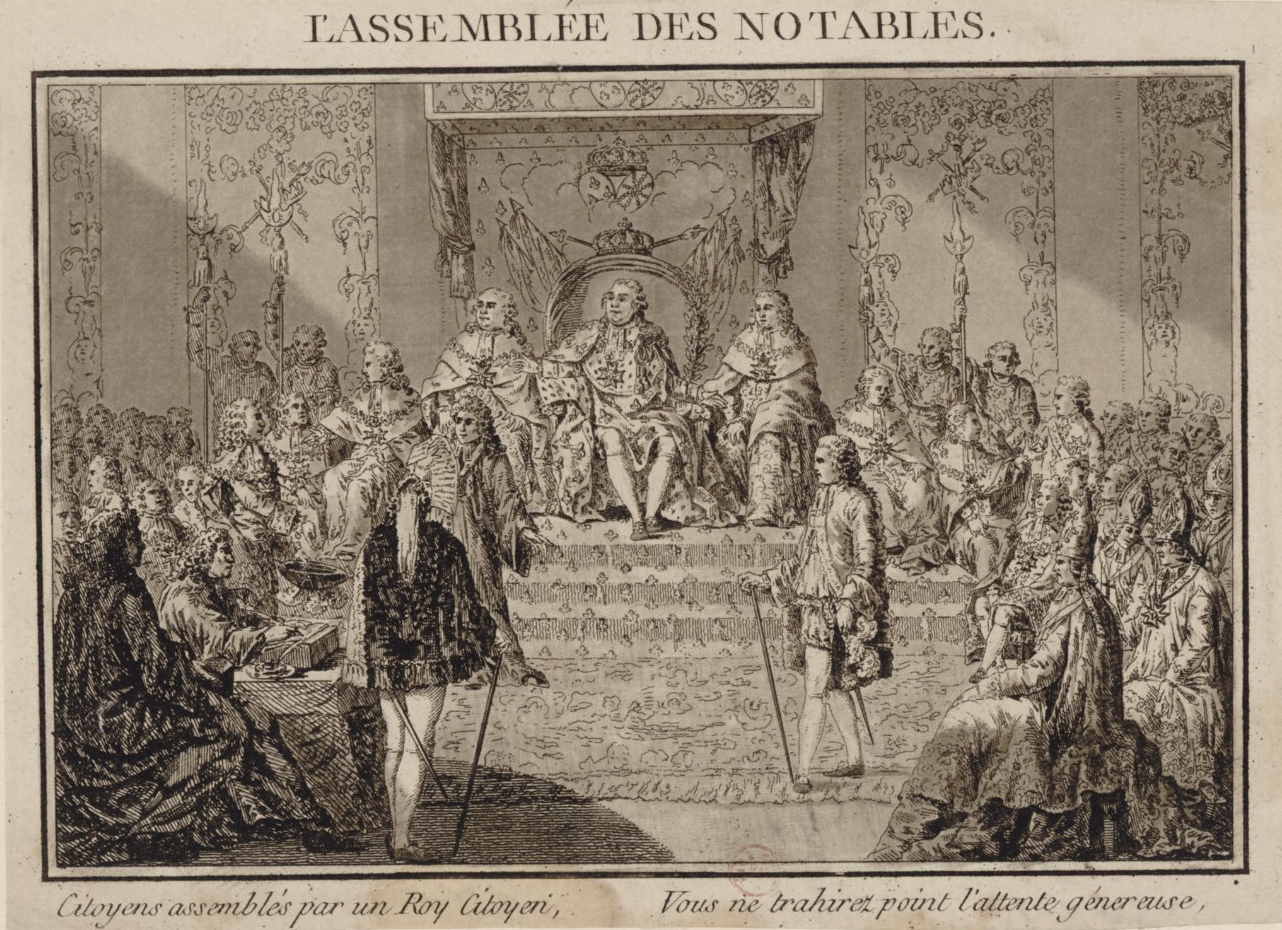
Verlesung des Schreibens zur Einberufung
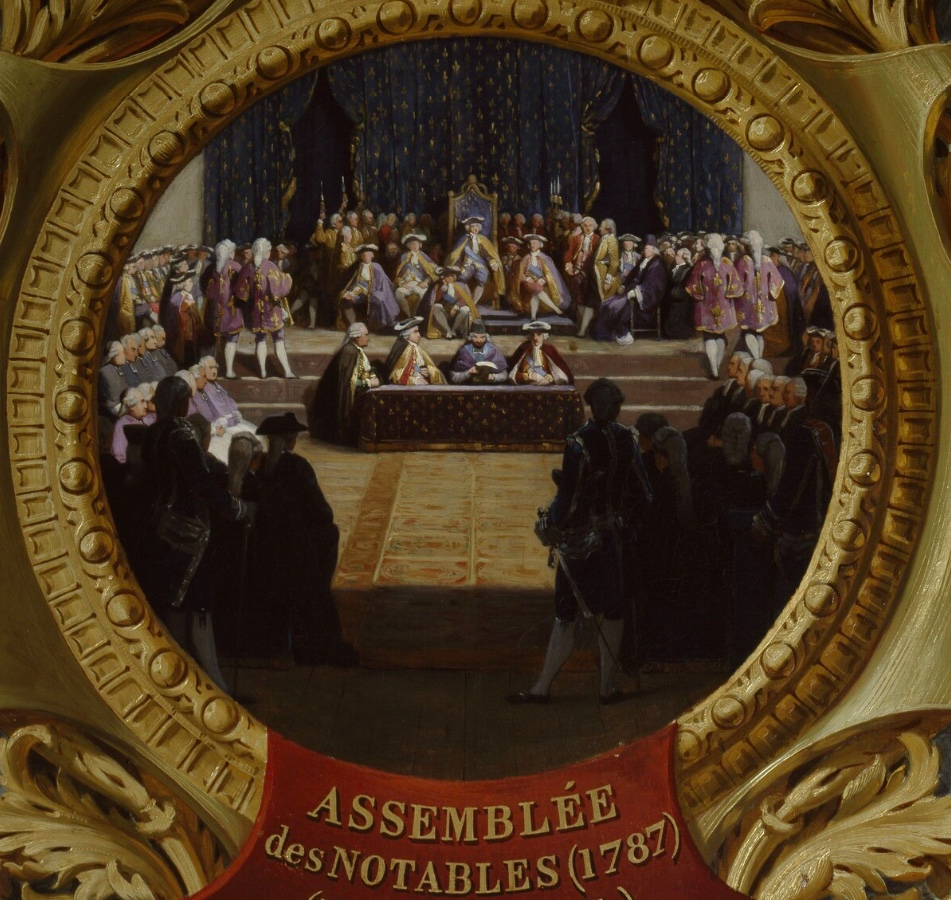
Notabelnversammlung (1787)
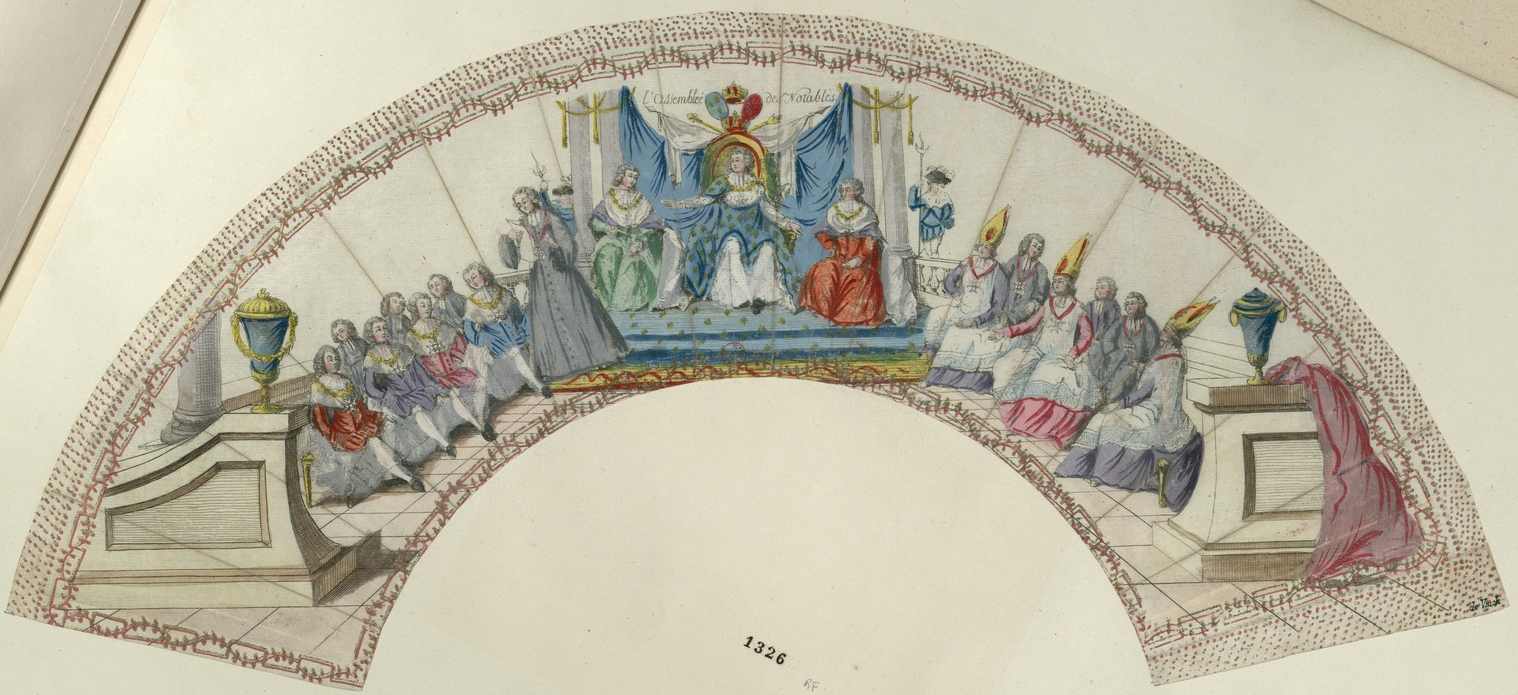
Notabelnversammlung (1787)
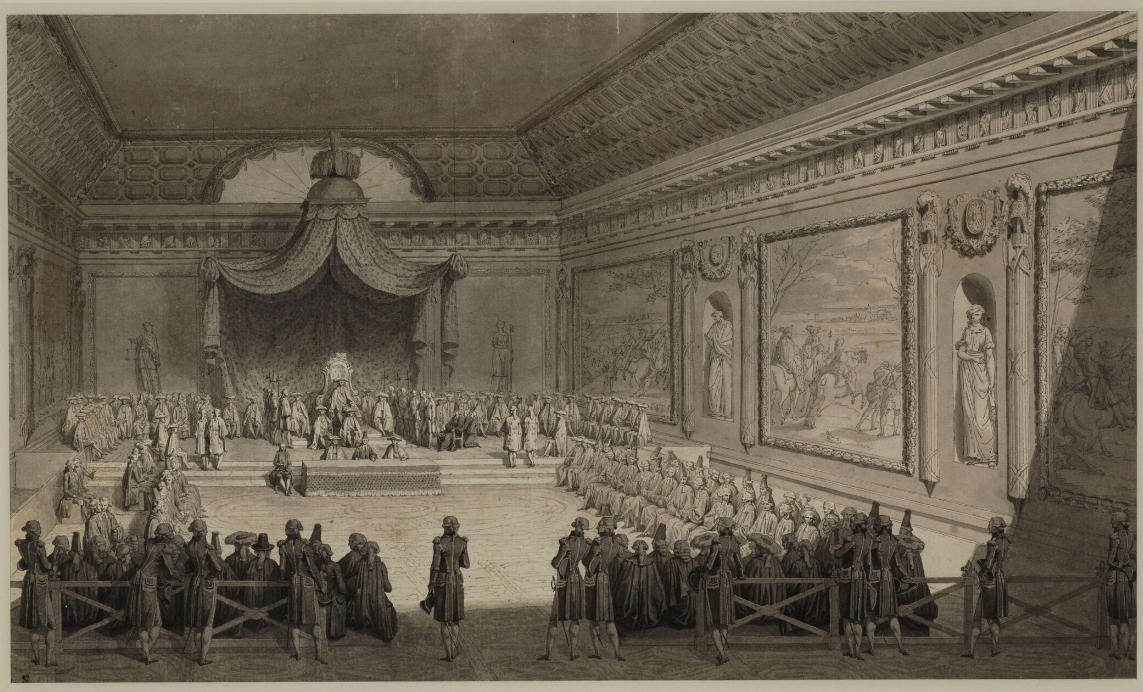
Sitzung am 22. Februar 1787